# Maillot rose

Maillot rose

Le maillot rose est le maillot distinctif porté par le coureur occupant la première place d'un classement au cours de certaines compétitions de cyclisme sur route, dont le Tour d'Italie.

## Tour d'Italie

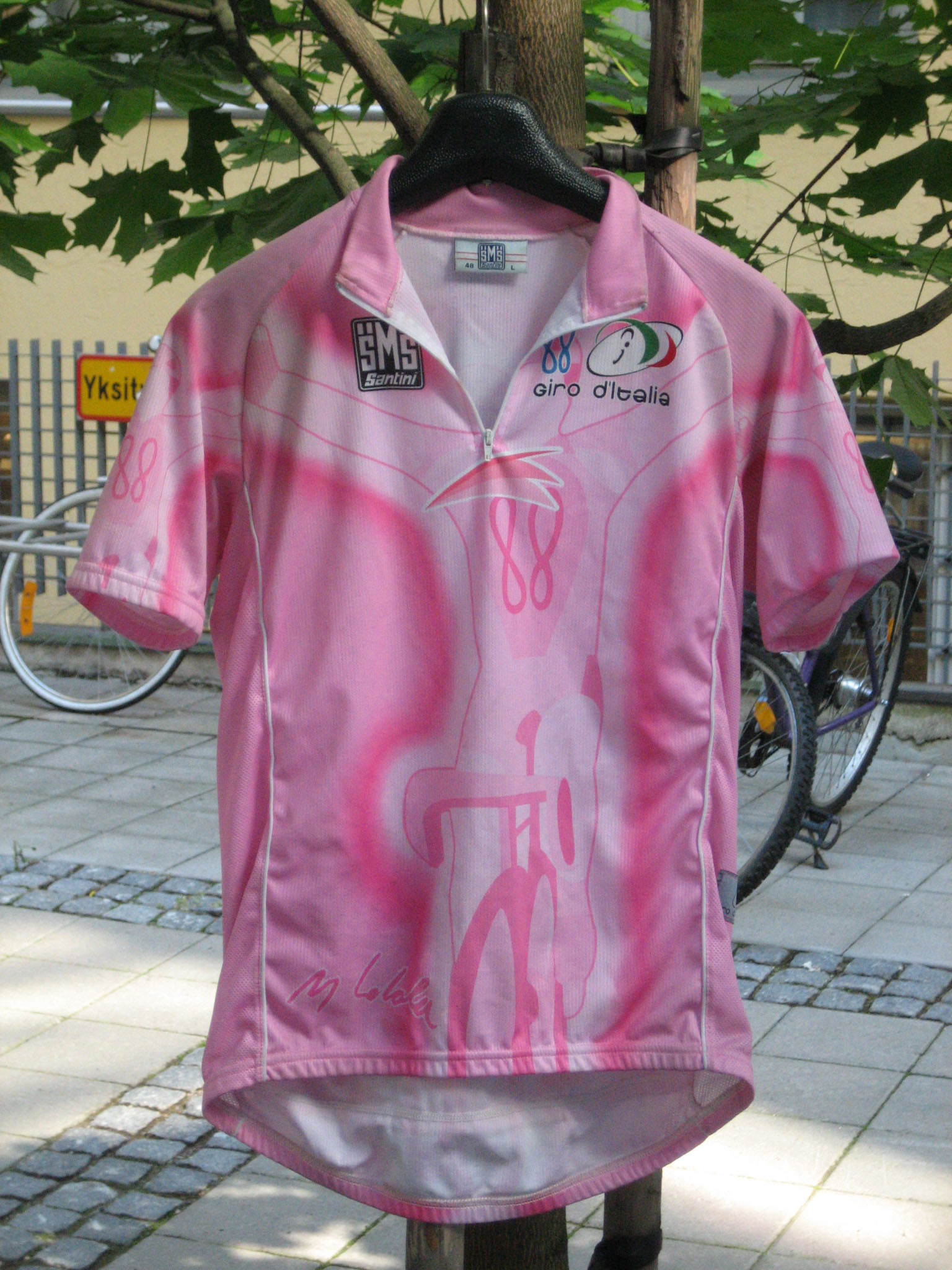
Maillot rose du Tour d'Italie 2005

Le maillot rose (Maglia rosa en italien) est porté par le coureur occupant la première place du classement général du Tour d'Italie depuis 1931. Sa couleur est calquée sur celle des pages du journal sportif La Gazzetta dello Sport. Learco Guerra a été le premier porteur du maillot rose après sa victoire lors de la première étape du Tour d'Italie 1931.
Le record de 76 jours de course avec le maillot rose est détenu par Eddy Merckx.

## Autres compétitions

### Pour le classement général

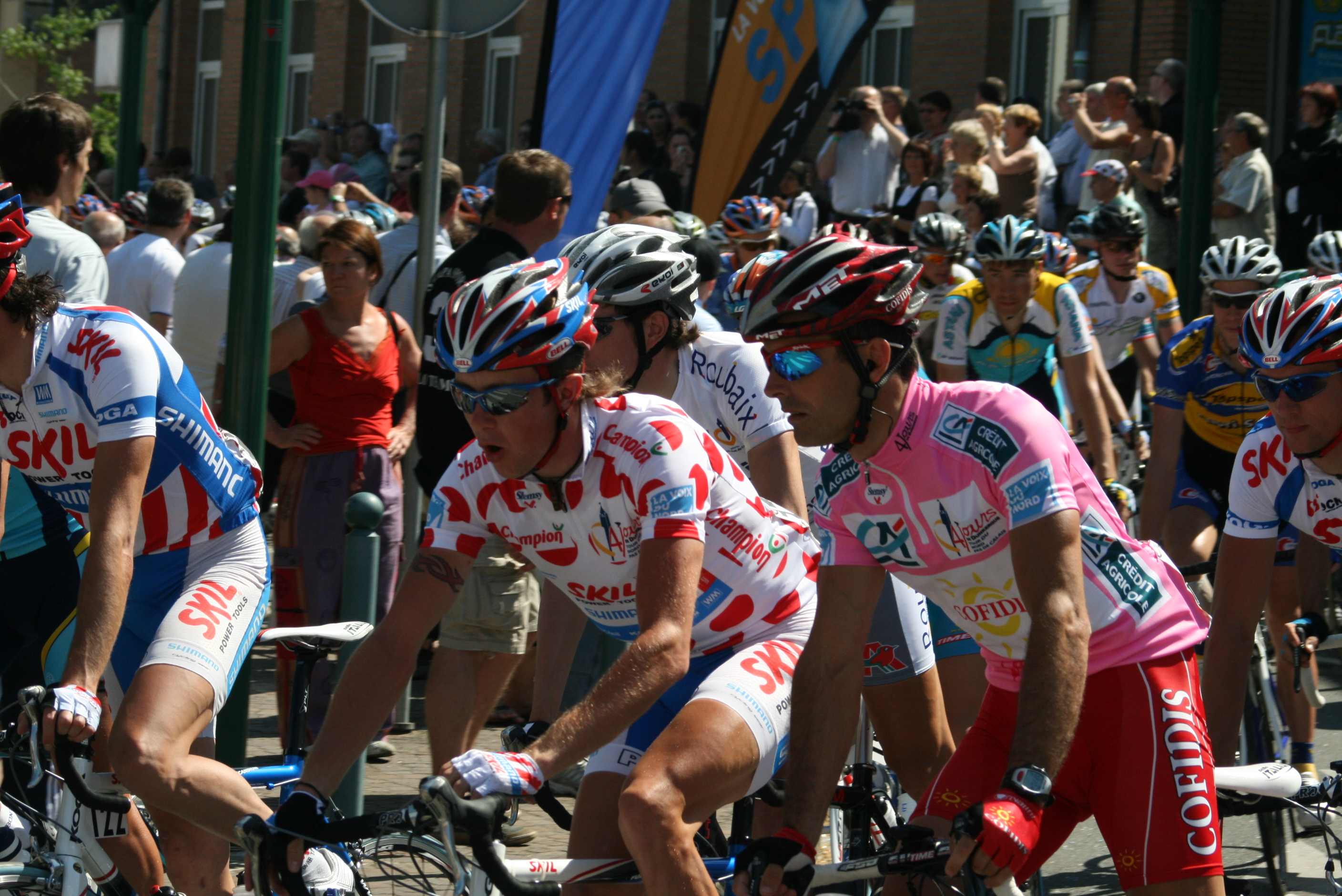
Le Français Stéphane Augé, vêtu du maillot rose lors des Quatre Jours de Dunkerque 2008

- Quatre Jours de Dunkerque.

### Pour le classement de la combativité
- Tour cycliste international de la Guadeloupe